# Europe 2009
Europe 2009 – album koncertowy zespołu Dave Matthews Band wydany w formie książkowej. Wydawnictwo składa się z trzech płyt CD (na których nagrano zapis koncertu z Piazza Napoleone w Lucca we Włoszech 5 lipca 2009r.) oraz płyty DVD (na której znajduje się zapis video koncertu w sali "02 Academy" w dzielnicy Londynu - Brixton, który odbył się 25 i 26 czerwca 2009r.).
Koncert z 5 lipca 2009 (Lucca, Włochy)
CD 1:
1. "Don't Drink The Water"
2. "Shake Me Like A Monkey"
3. "You Might Die Trying"
4. "Seven"
5. "Funny The Way It Is"
6. "So Damn Lucky"
7. "Everyday"
8. "Crash Into Me"

CD 2:
1. "#41"
2. "Spaceman"
3. "Corn Bread"
4. "Lying In The Hands Of God"
5. "Jimi Thing"
6. "Why I Am"
7. "The Dreaming Tree"

CD 3:
1. "Alligator Pie"
2. "Ants Marching"
3. "Gravedigger"
4. "Dive In"
5. "Two Step"
6. "Rye Whiskey"
7. "Pantala Naga Pampa"
8. "Rapunzel"

Koncert z 26 czerwca 2009 (Brixton, Anglia)
DVD:
1. "Don't Drink The Water"
2. "Squirm"
3. "So Damn Lucky"
4. Shake Me Like A Monkey"
5. "Crash Into Me"
6. "Funny The Way It Is"
7. "So Much To Say → Anyone Seen The Bridge?"
8. "Lie In Our Graves"
9. "Seven"
10. "Why I Am"
11. "#41"
12. "You & Me"
13. "Lying In The Hands Of God"
14. "All ALong The Watchtower"
15. "Gravedigger"
16. "Alligator Pie"
17. "Tripping Billies"

Koncert z 25 czerwca 2009 (Brixton, Anglia)
DVD
Bonus Trax:
1. "Dive In"
2. "Time Bomb"
3. "Spaceman"
4. "Two Step"